# Launching of Japanese Battleship Katori
Launching of Japanese Battleship Katori è un cortometraggio muto del 1905. Il nome del regista non viene riportato nei credit del film né vi appare quello dell'operatore.
Con la Battaglia di Tsushima, il 1905 vide la fine della guerra russo-giapponese. La marina nipponica ebbe una parte fondamentale nella vittoria del paese asiatico contro la potenza europea e le sue navi corazzate furono uno degli elementi più importanti della strategia bellica dell'ammiraglio Tōgō Heihachirō.
Nello stesso anno, il 4 luglio 1905, venne varata nei cantieri navali di Barrow-in-Furness la corazzata Katori, alla presenza della principessa e del principe Arisugawa.

## Trama
Un treno arriva alla stazione. Vi discende un gruppo di persone tra le quali si distinguono il principe e la principessa Arisugawa che, venuti a presenziare al varo della corazzata Katori, vengono accolti dai dignitari. La coppia, poi, assiste alla cerimonia del varo, mentre la nave da guerra fa la sua lenta discesa in mare.

## Produzione
Il film fu prodotto dalla Hepworth.

## Distribuzione
Distribuito dalla Hepworth, il documentario - un cortometraggio della lunghezza di 45,7 metri - uscì nelle sale cinematografiche britanniche nel 1905.